# Maskinteknik
Maskinteknik er studiet af fysiske maskiner, der kan involvere kraft og bevægelse. Det er en ingeniørgren, der kombinerer ingeniørfysik og matematikprincipper med materialevidenskab til at designe, analysere, fremstille og vedligeholde mekaniske systemer. Det er en af de ældste og bredeste af ingeniørgrenene.
Maskinteknik kræver en forståelse af flere kerneområder, herunder mekanik, dynamik, termodynamik, materialevidenskab, design, strukturel analyse og elektricitet. Ud over disse kerneprincipper bruger mekaniske ingeniører værktøjer såsom computerstøttet design (CAD), computerstøttet fremstilling (CAM) og produktlivscyklusstyring til at designe og analysere produktionsanlæg, industrielt udstyr og maskiner, varmesystemer og kølesystemer, transportsystemer, fly, vandfartøjer, robotter, medicinsk udstyr, våben og andre.
Maskinteknik opstod som et felt under den industrielle revolution i Europa i det 18. århundrede; dog kan dens udvikling spores flere tusinde år tilbage rundt om i verden. I det 19. århundrede førte udviklingen inden for fysik til udviklingen af maskinteknisk videnskab. Feltet har løbende udviklet sig til at inkorporere fremskridt; i dag forfølger maskiningeniører udvikling inden for områder som kompositter, mekatronik og nanoteknologi. Det overlapper også med rumfartsteknik, metallurgisk teknik, civilingeniør, konstruktionsteknik, elektroteknik, produktionsteknik, kemiteknik, industriteknik og andre ingeniørdiscipliner i varierende mængder. Maskiningeniører kan også arbejde inden for biomedicinsk teknik, specifikt med biomekanik, transportfænomener, biomekatronik, bionanoteknologi og modellering af biologiske systemer.